# Jin Peiyu
Jin Peiyu (chinesisch 金佩钰, Pinyin Jīn Pèiyù; * 17. April 1985) ist eine chinesische Eisschnellläuferin.
Jin debütierte beim Weltcupauftakt 2005 in Calgary auf internationaler Ebene. Doch erst ein Jahr später wurde sie während ihres Heimweltcups in Harbin erneut eingesetzt. Die Sprint- und Mittelstreckenspezialistin trat an zwei Tagen über 1000 Meter an und erreichte jeweils den neunten Platz.
Bei den Sprintweltmeisterschaften 2009 in Moskau belegte Peiyu Jin den 5. Platz.

## Eisschnelllauf-Weltcup-Platzierungen
| Platzierung | 100 m | 500 m | 1000 m | 1500 m | 3000 m | 5000 m | Team |
| ----------- | ----- | ----- | ------ | ------ | ------ | ------ | ---- |
| 1. Platz    |       |       |        |        |        |        |      |
| 2. Platz    |       | 1     |        |        |        |        |      |
| 3. Platz    |       | 1     | 2      |        |        |        |      |
| Top 10      | 2     | 3     | 7      |        |        |        |      |

(Stand: 3. Dezember 2009)